# Parlamentswahl in Bangladesch 2018
Die Parlamentswahl in Bangladesch 2018 fand am 30. Dezember 2018 statt. Gewählt wurde das Jatiya Sangsad, das Einkammer-Parlament Bangladeschs. Als Wahlsieger ging die regierende Awami-Liga unter Premierministerin Hasina Wajed hervor. Die Wahlen waren allerdings nicht frei und fair.

## Vorgeschichte

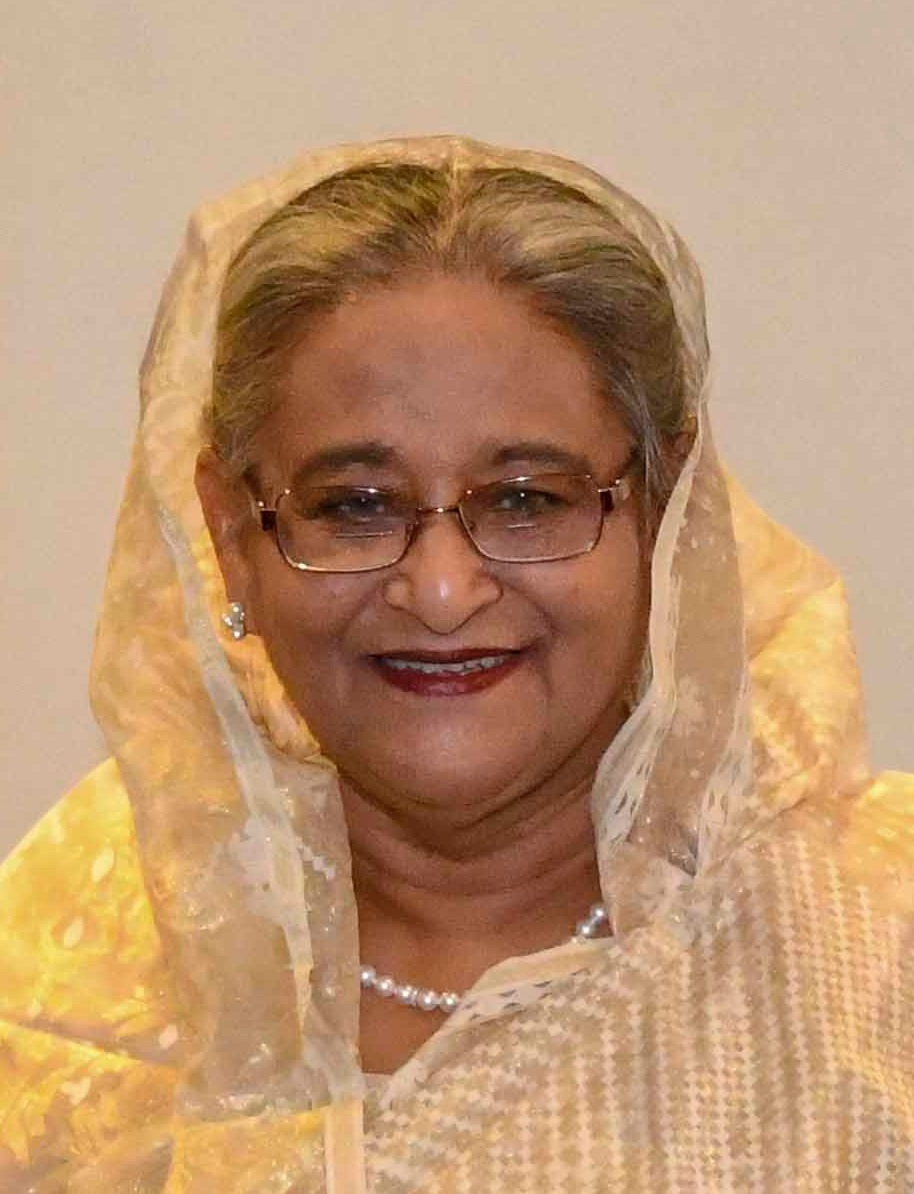
Hasina Wajed (Scheich Hasina), amtierende Premierministerin und Awami-Liga-Vorsitzende

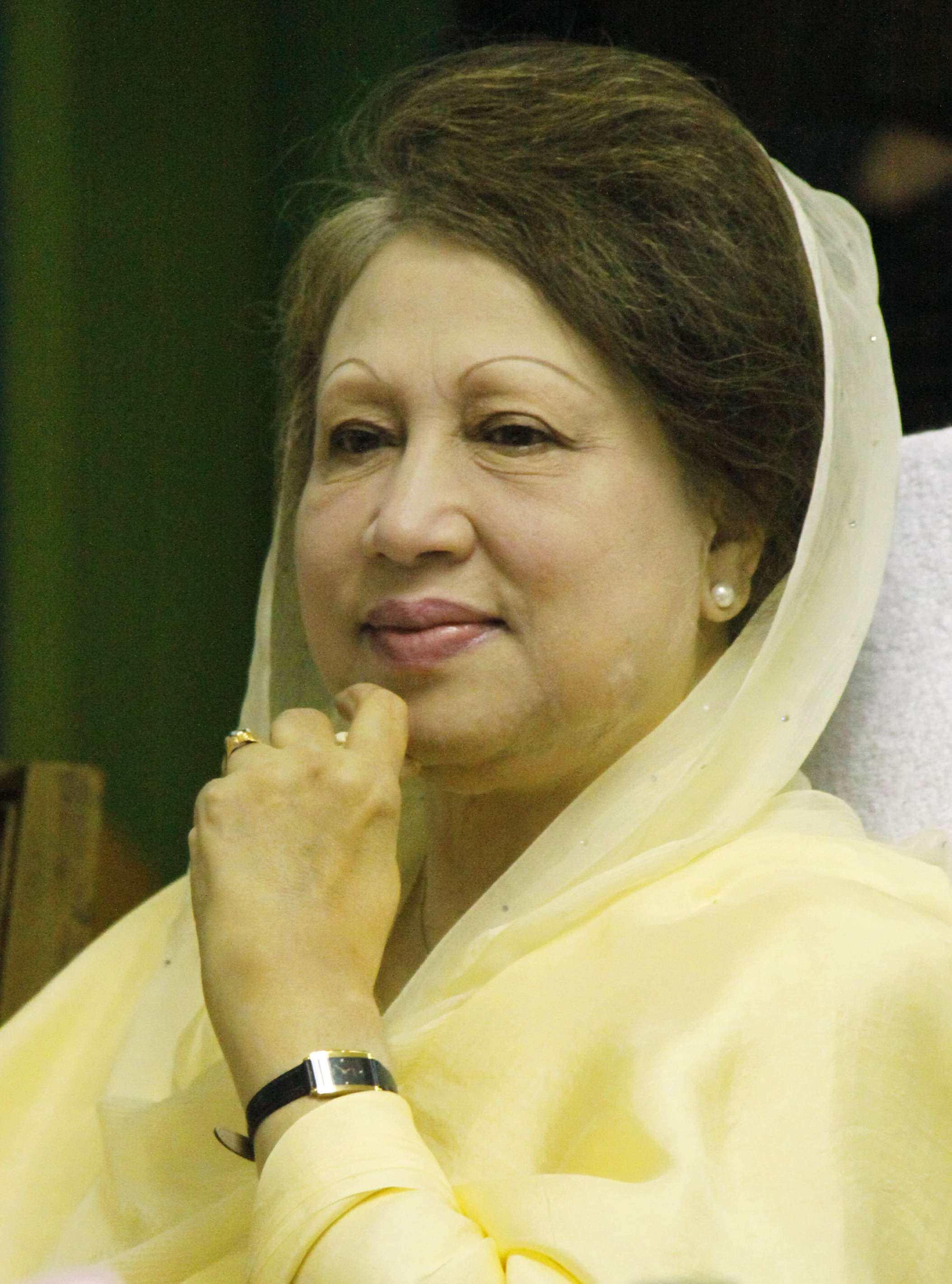
Khaleda Zia, Ex-Premierministerin, BNP-Vorsitzende und zu einer Haftstrafe verurteilt

Die vorangegangene Parlamentswahl in Bangladesch hatte am 5. Januar 2014 stattgefunden. Im Vorfeld dieser Wahl war es zu Streitigkeiten zwischen der Awami-Liga-Regierung und der oppositionellen Bangladesh Nationalist Party (BNP) gekommen. Die Streitigkeiten drehten sich im Wesentlichen darum, ob vor der Wahl eine neutrale Treuhänder-Regierung eingesetzt werden sollte, um eine demokratische Wahl zu gewährleisten und Manipulationen seitens der Regierung zu verhindern. Die BNP forderte dies und die Regierung lehnte es ab. Letztlich führte der Streit dazu, dass die BNP und ihre Verbündeten einen vollständigen Wahlboykott erklärten. Das 2014 neu gewählte Parlament setzte sich dementsprechend fast ausschließlich aus Awami-Parteigängern zusammen und eine nennenswerte Opposition war im Parlament nicht vorhanden. Die BNP setzte ihre Opposition daher außerparlamentarisch fort und die folgende Legislaturperiode war durch Protest- und Streikaktionen der Opposition gekennzeichnet, die damit versuchte, Neuwahlen zu erzwingen. Der Streit zwischen Regierung und Opposition nahm häufig – wie auch schon vielfach in der Vergangenheit – den Charakter einer persönlichen Fehde zwischen der Awami-Parteivorsitzenden und Premierministerin Hasina Wajed und der BNP-Parteivorsitzenden und Ex-Premierministerin Khaleda Zia an.
Einen Höhepunkt in diesem „Streit der Begums“ bildete die Verhaftung von Khaleda Zia am 2. Januar 2018. Zia wurde vorgeworfen, für einen Bombenanschlag auf einen Bus im Jahr 2015 mitverantwortlich zu sein. Der Anschlag, der sich im Rahmen eines landesweiten, von der BNP ausgerufenen Transportstreiks ereignet hatte, hatte acht Todesopfer gefordert. Außerdem wurde Zia angeklagt, in einem weiteren Bombenanschlag involviert gewesen zu sein, der sich im Wahlkampf 2005 ereignet hatte und der von dem seit 2007/08 im Londoner Exil lebenden Sohn Zias, Tarique Rahman, geplant worden sein soll. Damals waren mindestens 10 Sprengkörper in einer Wahlkampfveranstaltung von Hasina Wajed explodiert, was 24 Todesopfer forderte. Wajed trug eine dauerhafte Hörminderung davon. Weitere Anklagen lauteten auf Korruption und Unterschlagung bzw. Zweckentfremdung staatlicher Ressourcen. Am 8. Februar 2018 wurde Zia zu fünf Jahren Haft wegen „Korruption“ verurteilt. Sie wurde für schuldig befunden, im Jahr 2006 250.000 US$ aus einem Hilfsfonds während ihrer Amtszeit als Premierministerin unterschlagen zu haben. Gegen mehrere ihrer Familienangehörigen wurden hohe Haftstrafen verhängt. Gleich nach der Urteilsverkündung kam es zu gewalttätigen Massenprotesten ihrer Anhänger. Zia selbst bezeichnete das Urteil als politisch motiviert und kündigte ihr politisches comeback an. Die BNP erklärte, ohne ihre Parteivorsitzende nicht an den anstehenden Wahlen teilnehmen zu wollen. Am 12. März 2018 wurde Khaleda Zia bis zum Ende des Berufungsprozesses wieder aus der Haft entlassen. Die Haftstrafe von über zwei Jahren machte es ihr jedoch unmöglich für ein politisches Amt zu kandidieren.
Als sich das Ende der Legislaturperiode näherte, schienen sich die Ereignisse von vor der letzten Wahl zu wiederholen. Die BNP und ihre Verbündeten forderten die Einsetzung einer parteiunabhängigen Übergangsregierung, um den ordnungsgemäßen und fairen Ablauf der Wahl zu gewährleisten. Dies wurde von der Regierung abgelehnt. Am 8. November 2018 gab der Direktor der Wahlkommission von Bangladesch den 23. Dezember 2018 als Wahltermin bekannt, ohne dass die Streitigkeiten über die Wahlmodalitäten beigelegt worden wären. Nach Protesten der Opposition, die einen Termin im Januar 2019 wünschte, wurde der Wahltermin vier Tage später auf den 30. Dezember 2018 verschoben.

## Wahlsystem
Das Parlament Bangladeschs zählt 350 Abgeordnete. 300 Abgeordnete werden nach dem einfachen Mehrheitswahlrecht in ebenso vielen Ein-Personen-Wahlkreisen gewählt. 50 weitere Abgeordnetensitze sind für Frauen reserviert, die durch die gewählten Abgeordneten entsprechend dem Stimmenanteilen der Parteien gewählt werden.

## Politikthemen
Wie oben geschildert ist die Politik Bangladesch stark durch persönliche Rivalitäten bestimmt. An konkreten politischen Problemen gab es in Bangladesch die Krise, die durch die Flucht von etwa 700.000 Rohingyas seit August 2017 aus dem benachbarten Myanmar nach Bangladesch verursacht war. Ein weiteres Problem der vorangegangenen Legislaturperiode waren islamistische Gewalttaten, die sich zum Teil gegen bekannte säkularistisch eingestellte Publizisten und Blogger in Sozialen Netzwerken und zum andere gegen religiöse Minderheiten (Hindus, Christen, Buddhisten) richteten. Den Höhepunkt bildete die weltweit beachtete Geiselnahme in Dhaka am 1. Juli 2016, die mit dem Tod von 20 Geiseln endete. Die wirtschaftliche Entwicklung Bangladeschs in den letzten Jahren war dagegen relativ gut mit Wirtschaftswachstumsraten von 6 bis 8 Prozent jährlich. Ein chronisches Problem Bangladeschs und ein bedeutendes Wachstumshemmnis ist die endemische Korruption auf fast allen Ebenen, auch der staatlichen Institutionen.

## Wahlallianzen
Vor der Wahl waren 39 politische Parteien offiziell registriert und konnten damit eigene Kandidaten aufstellen. Das geltende relative Mehrheitswahlrecht begünstigt große Parteien, aber auch kleine Parteien mit ausgeprägten regionalen Schwerpunkten können Vorteile daraus ziehen. Außerdem können kleine Parteien bei knappen Mehrheitsverhältnissen in einem Wahlkreis das Zünglein an der Waage bilden. In der Vergangenheit kam es daher regelmäßig zur Bildung verschiedener Wahlallianzen mit gegenseitigen Wahlkreisabsprachen. Das war auch diesmal der Fall.

### Große Allianz
Die Awami-Liga hatte die letzte Wahl im Bündnis der „14-Parteien-Allianz“ bestritten. Diese Allianz wurde im November 2018 zu einer Großen Allianz (bengalisch মহাজোট, ‚Grand alliance‘) ausgeweitet, die mehrere Dutzend Parteien umfasste (darunter auch viele unregistrierte). Die wichtigste dieser Parteien war die Jatiya Party, die in der vorangegangenen Legislatur die parlamentarische Opposition gebildet hatte. Weitere Parteien waren Jatiya Samajtantrik Dal und die Workers Party of Bangladesh. Besonders langwierig gestalteten sich die Verhandlungen zwischen Awami-Liga und Jatiya Party. Letztere stellte anfänglich sehr hohe Forderungen hinsichtlich der für sie zu reservierenden Wahlkreise. Am 10. Dezember 2018 erklärten Sprecher der Jatiya Party, dass die Partei neben 29 Kandidaten im Rahmen der Großen Allianz noch etwa 130 weitere außerhalb der Allianz aufstellen wolle.
Am 15. September 2018 bildete sich die Islamisch-Demokratische Allianz, eine Allianz aus 15 islamischen und islamistischen Kleinparteien. Ungeachtet der bestehenden erheblichen ideologischen Differenzen schloss sich diese Allianz der Awami-geführten Grand Alliance an.

### Oikyafront und 20-Parteien-Allianz
Am 13. Oktober 2018 gaben mehrere politische Gruppierungen unter Führung der BNP die Bildung der Jatiya Oikya Front (bengalisch জাতীয় ঐক্য ফ্রন্ট) bekannt. Der Allianz gehörten neben der BNP noch verschiedene kleinere Parteien an.
Politische Analysten äußerten zum Teil ihr Erstaunen über den Umstand, dass die traditionell säkularistische Awami-Liga im Bündnis mit konservativ-islamischen Parteien stand, während die moderat islamische BNP eine Allianz mit der säkulären Oikyafront abschloss. Hinsichtlich der BNP wurden rein wahltaktische Überlegungen vermutet, während andererseits darauf hingewiesen wurde, dass sich die Awami-Liga-Regierung im Laufe der letzten Jahre langsam den Ideen und Forderungen islamische Gruppierungen angenähert habe. Die Awami-Liga erklärte sich jedoch nur zur Unterstützung von zwei Kandidaten der
Bangladesh Tariqat Federation bereit, anstelle der von der Islamischen Parteienallianz geforderten sieben oder acht.
Am 11. November 2018 erklärten Vertreter der „20-Parteien-Allianz“, der traditionellen Wahlallianz der BNP, dass sie an der kommenden Wahl teilnehmen wollten. Sprecher der Allianz kritisierten vier Tage später allerdings die vermeintlich unfairen Bedingungen der anstehenden Wahl und kündigten an, die Teilnahme an der Wahl noch einmal überdenken zu wollen, falls sich die Umstände nicht ändern sollten.
Am 9. Dezember 2018 wurde ein Wahlabkommen zwischen der BNP und ihren Verbündeten geschlossen, nachdem die BNP 19 Wahlkreise den jeweiligen Kandidaten der Oikyafront und 39 Wahlkreisen den Kandidaten der 20-Parteien-Allianz (davon 24 für Jamaat-e-Islami) überlassen wollte.

### Linksdemokratische Allianz
Die Linksdemokratische Allianz (LDA) wurde aus acht Parteien des politisch linken Spektrums gebildet. Die führende Partei war die Kommunistische Partei Bangladeschs. Die LDA stellte in 131 der 300 Wahlkreise Kandidaten auf.

## Wahl und Wahlergebnis

Wahlkreisergebnisse

Insgesamt stellten sich 1861 Kandidaten zur Wahl. 1733 waren durch die 39 registrierten politischen Parteien nominiert worden und die restlichen 128 waren parteiunabhängige Kandidaten. Die Zahl der Wahlberechtigten betrug 104.190.480 und die Wahlbeteiligung lag bei 69 %. Die Wahl im Wahlkreis Gaibandha-3 (31) wurde auf den 27. Januar 2019 verschoben, nachdem der dortige Oikyafront-Kandidat am 20. Dezember 2018 verstorben war. Die Auszählung in drei Wahllokalen im Wahlkreis Brahmanbaria-2 (244) wurde aufgrund von örtlichen Ausschreitungen auf den 9. Januar 2019 verschoben.
Am Wahltag kam es zu zahlreichen gewalttätigen Zusammenstößen, die mindestens 17 Todesopfer forderten.
| Partei                                    | Stimmen    | Wahl- kreise | Prozent Stimmen | Parteienallianz            |
| ----------------------------------------- | ---------- | ------------ | --------------- | -------------------------- |
| Awami-Liga                                | 53.192.149 | 258          | 75,07 %         | Große Allianz              |
| Bangladesh Nationalist Party              | 8.655.135  | 6            | 12,21 %         | Oikyafront                 |
| Jatiya Party                              | 3.487.050  | 21           | 4,92 %          | Große Allianz              |
| Islami Andolan Bangladesh                 | 919.685    | 0            | 1,30 %          | andere                     |
| Workers Party of Bangladesh               | 644.072    | 3            | 0,91 %          | Große Allianz              |
| Jatiya Samajtantrik Dal                   | 699.432    | 2            | 0,99 %          | Große Allianz              |
| Bikalpa Dhara Bangladesh                  | 564.549    | 2            | 0,80 %          | Große Allianz              |
| Gano Forum                                | 430.793    | 2            | 0,61 %          | Oikyafront                 |
| Bangladesh Tariqat Federation             | 243.559    | 1            | 0,34 %          | Große Allianz              |
| Krishak Sramik Janata League              | 143.784    | 0            | 0,20 %          | Oikyafront                 |
| Khelafat Majlish                          | 108.539    | 0            | 0,15 %          | 20-Parteien-Allianz        |
| Zaker Party                               | 82.310     | 0            | 0,12 %          | Große Allianz              |
| Bangladesh Islami Front                   | 59.536     | 0            | 0,08 %          | andere                     |
| Jamiat e Ulama e Islam Bangladesh         | 53.308     | 0            | 0,08 %          | 20-Parteien-Allianz        |
| Liberaldemokratische Partei               | 50.343     | 0            | 0,07 %          | 20-Parteien-Allianz        |
| Bangladesh Kalyan Party                   | 44.436     | 0            | 0,06 %          | 20-Parteien-Allianz        |
| Kommunistische Partei Bangladeschs        | 39.350     | 0            | 0,06 %          | Linksdemokratische Allianz |
| Bangladesh Jatiya Party - BJP             | 38.750     | 0            | 0,05 %          | 20-Parteien-Allianz        |
| Islamic Front Bangladesh                  | 26.991     | 0            | 0,04 %          | Große Allianz              |
| National People’s Party                   | 24.038     | 0            | 0,03 %          | 20-Parteien-Allianz        |
| Socialist Party of Bangladesh             | 14.968     | 0            | 0,02 %          | Linksdemokratische Allianz |
| Bangladesh Muslim League                  | 12.551     | 0            | 0,02 %          | Große Allianz              |
| Bangladesh Nationalist Front              | 12.469     | 0            | 0,02 %          | Große Allianz              |
| Revolutionary Workers Party of Bangladesh | 12.355     | 0            | 0,02 %          | Linksdemokratische Allianz |
| National Awami Party Bangladesh           | 8.291      | 0            | 0,01 %          | Große Allianz              |
| Bangladesh Khelafat Andolan               | 7.623      | 0            | 0,01 %          | Große Allianz              |
| Islami Oikya Jote                         | 6.135      | 0            | 0,01 %          | Große Allianz              |
| Progressive Democratic Party              | 4.186      | 0            | 0,01 %          | andere                     |
| Gonofront                                 | 4.007      | 0            | 0,01 %          | andere                     |
| Jatiya Ganatantrik Party                  | 3.798      | 0            | 0,01 %          | 20-Parteien-Allianz        |
| Bangladesh Jatiya Party                   | 3.738      | 0            | 0,01 %          | Große Allianz              |
| Bangladesh Khelafat Majlish               | 2.118      | 0            | 0,00 %          | –                          |
| Jatiya Party-JP                           | 1.174      | 1            | 0,00 %          | Große Allianz              |
| Bangladesh Sangskritik Mukti Jote         | 1.005      | 0            | 0,00 %          | andere                     |
| Ganatantri Party                          | 952        | 0            | 0,00 %          | Große Allianz              |
| Sammobadi Dal                             | 387        | 0            | 0,00 %          | Große Allianz              |
| Unabhängige                               | 1.255.323  | 3            | 1,77 %          | andere                     |
| Summe                                     | 70.858.889 | 299          | 100,00 %        | –                          |

### Nachwahlen
Am 9. Januar 2018 wurde die Wahl in drei Wahllokalen des Wahlkreises Brahmanbaria-2 (244) nachgeholt. Den Wahlkreis gewann der BNP-Kandidat. Die verschobene Wahl im Wahlkreis Gaibandha-3 (31) gewann der Kandidat der Awami-Liga. Drei Kandidaten, darunter auch der BNP-Kandidat, hatten zuvor am 10. Januar 2019 ihre Kandidatur mit Vorwürfen des Wahlbetrugs zurückgezogen.

### Hinzuwahl von weiblichen Abgeordneten
Nach der Verfassung sollen neben den 300 direkt gewählten Abgeordneten 50 weitere weibliche Abgeordnete entsprechend dem proportionalen Anteil der Parteien hinzugewählt werden. Am 17. Februar 2019 wurden 49 Frauen gewählt. Davon entfielen 43 Sitze auf die Awami-Liga, 4 auf die Jatiya Party, 1 auf die Worker’s Party und einer auf eine Unabhängige. Ein Sitz, der der BNP zugestanden hätte, blieb vorerst vakant, da zu diesem Zeitpunkt noch nicht klar war, ob die gewählten 6 BNP-Abgeordneten ihre Sitze im Parlament einnehmen würden. Nachdem dies passiert war (s. u.) wählte die BNP-Abgeordnetengruppe am 20. Mai 2019 Barrister Rumeen Farhana hinzu.

## Vorwürfe des Wahlbetrugs und Kritik an den Umständen der Wahl
Der Ablauf der Wahl erfüllte in vielerlei Hinsicht nicht die Kriterien einer völlig freien und transparenten Wahl.
Westliche Reporter berichteten über ein Klima der Einschüchterung im Umfeld der Wahl. Anhänger der Regierung hätten sich freimütig geäußert, während Oppositionsanhänger ihre Meinungen und Berichte zu beobachteten mutmaßlichen Unregelmäßigkeiten häufig nur anonym preisgeben wollten. Mindestens 28 Kandidaten der Opposition zogen noch vor dem Ende des Wahltages ihre Kandidatur zurück und erhoben Vorwürfe des Wahlbetrugs und der Einschüchterung. Wähler berichteten, dass ihre Stimmzettel schon ausgefüllt und in die Urne eingeworfen worden seien, bevor sie wählen konnten. Ein Mitarbeiter der britischen BBC sah kurz vor Öffnung der Wahllokale in Chittagong Stimmzettelbehälter, die scheinbar mit Stimmzetteln angefüllt waren. Am 31. Dezember 2018 wurde eine Frau Opfer einer Gruppenvergewaltigung durch Awami-Liga-Aktivisten, nachdem sie für die Opposition gestimmt hatte, was ein erhebliches Medienecho in Bangladesch auslöste.

## Reaktionen und Urteile des Auslands
In einem kritischen Kommentar der Washington Post einen Tag nach der Wahl wurde das Wahlergebnis als „schlecht für die Demokratie“ Bangladeschs bedauert. Ein Wahlsieg von 96 Prozent sei eher typisch für Regime, wie das in Nordkorea, als für einen demokratischen Staat. Das Ergebnis sei symptomatisch für den zunehmend autoritären Führungsstil der Premierministerin Hasina Wajed. Durch derart mangelhafte Wahlen beraube sich die Premierministerin bzw. die herrschende Partei ihrer eigenen demokratischen Legitimität. Nach dem Wahlsieg gratulierten zahlreiche Staatsoberhäupter und Regierungschefs Hasina Wajed zum Wahlsieg. Neben Indiens Narendra Modi befanden sich darunter vor allem Staaten, die nicht für die besonders hohe Wertschätzung der Menschen- und Freiheitsrechte bekannt seien (Russland, Volksrepublik China, Saudi-Arabien, Katar, Iran, Vereinigte Arabische Emirate und Pakistan) – so ein weiterer Kommentar der Washington Post. Die Europäische Union und die Vereinigten Staaten erklärten ihre Bereitschaft zur Zusammenarbeit mit der neuen bangladeschischen Regierung.

## Vorübergehender Parlamentsboykott durch die Opposition
Am 3. Januar 2019 überreichte eine Delegation der BNP der Wahlkommission Bangladeschs ein Memorandum, in dem die Oikyafront die Annullierung des Wahlergebnisses und die Abhaltung von Neuwahlen unter der Regie einer neutralen Treuhänder-Regierung forderte. Zudem wurden Belege für mutmaßlichen Wahlbetrug vorgelegt. Auch die Anhänger der LDA forderten am 3. Januar 2019 eine Wiederholung der Wahl.
Die gewählten Abgeordneten der aus BNP-geführten Oikyafront erklärten, dass sie ihre Sitze im neuen Parlament nicht einnehmen und nicht den Abgeordneteneid leisten würden. Diese Einheitsfront wurde am 4. März 2019 durchbrochen, als die beiden Ganoforum-Abgeordneten erklärten, den Eid leisten zu wollen. Letztlich leistete aber nur der Abgeordnete Sultan (oder Suntan) Masur den Abgeordneteneid, der dafür prompt wegen Verletzung der Parteidisziplin aus seiner Partei ausgeschlossen wurde. Am 2. April 2019 leistete auch der andere gewählte Ganoforum-Abgeordnete, Mukabbir Khan, den Eid.
Am 25. April 2019 durchbrach der gewählte BNP-Abgeordnete Zahidur Rahman die Boykotthaltung seiner Partei, indem er den Abgeordneteneid leistete. Er wurde daraufhin aus der BNP ausgeschlossen. Jedoch folgten ihm am 30. April 2019 die verbleibenden fünf BNP-Abgeordneten und ließen sich mit Billigung ihrer Parteiführung vereidigen. Damit war der Parlamentsboykott durch die Opposition beendet.